# Cathédrale du Rédempteur de Calgary
Cette  cathédrale ne doit pas être confondue avec une autre cathédrale de Calgary.
La cathédrale du Rédempteur de Calgary (en anglais : Cathedral Church of the Redeemer) est une cathédrale anglicane située à Calgary dans la province de l’Alberta, au Canada.

## Historique
Avant la construction de l'actuelle cathédrale existait auparavant une petite église en bois construite en 1884. Nommée cathédrale temporaire en 1889, elle est remplacée par une structure en grès achevée en 1905.
La cathédrale a été reconnu comme ressource historique provinciale de l'Alberta le 13 juillet 1977.

## Description
La cathédrale mesure environ 45 m de long, 21 m de large et 13,7 m de haut. Créée par John C. M. Keith , elle présente une architecture de style néo-gothique avec d'autres influences européennes. Les vitraux évoquent l'histoire de Calgary.